# غار پریان
غار پریان یکی از غارهای استان اصفهان است. این غار در فاصله ۸ کیلومتری روستای ابیانه شهرستان نطنز و ۱۸ کیلومتری روستای سُه در دره‌ای به نام پری هول و در منطقه کارستی قرار دارد . دهانه غار پریان به ابعاد ۱۲۰ در ۱۶۰ سانتی‌متر می‌باشد و در ارتفاع ۲۹۶۷ متری از سطح دریا قرار دارد. این غار در سال ۱۳۷۹ کشف شد و تاکنون تعداد ۱۱ تالار در این غار کشف شده‌است .